# Коструба Лілія Олександрівна
Лі́лія Олекса́ндрівна Костру́ба (нар. 1 жовтня 1960, Золочів) — українська співачка, ініціатор та мистецький координатор багатьох проектів.

## Біографія
Народилася 1 жовтня 1960 року в м. Золочеві на Львівщині. Там з п'ятирічного віку навчалася в музичній школі гри на скрипці, але через велике бажання співати, перейшла в клас бандури (викладач Марія Веньвеші.) Вже тоді, виступаючи як солістка ансамблю народних інструментів та у складі ансамблю бандуристок у багатьох містах України та за кордоном (Швейцарії, Польщі), юна співачка стала лауреатом багатьох фестивалів та конкурсів.
За роки навчання у Львівському музично-педагогічному училищі імені Філарета Колесси, яке закінчила у 1980 року з відзнакою, Лілія Коструба багато виступала з концертними програмами. Після закінчення училища стала артисткою Заслуженої хорової капели «Трембіта», а у 1981 році вступила на вокальний факультет Львівської державної консерваторії ім. Миколи Лисенка, де навчалася в класі доцента Карпатської Т. О., мистецтвом камерного співу оволодівала у професора Логойди М. О. Під час навчання в консерваторії працювала солісткою ансамблю народної музики «Барвінок» Львівської Залізниці. Після Чорнобильської катастрофи, в червні 1986 року виступала з концертами перед учасниками ліквідації наслідків аварії у Київській області. У 1988 році при Палаці імені Гната Хоткевича створила театр — студію оперети.
З 1990 року Лілія Коструба — солістка Львівської філармонії. За цей час вона підготувала багато концертних програм, до яких увійшли твори композиторів різних епох та країн. Репертуар співачки — великий та різноманітний, містить у собі оперні арії, твори кантатно-ораторіального жанру, романси, обробки народних пісень. Вона виконує музику європейських композиторів доби бароко, віденських класиків, австро-німецьких романтиків, французьких, іспанських, польських, російських авторів (усі твори співає мовами оригіналу), українських композиторів минулого і сучасності. 
Лілія Коструба вирізняється високою культурою вокалу, артистизмом, яскравим темпераментом, добрим смаком. Це людина творча, ініціативна, сповнена ідей, які успішно втілює на сцені. Вона — ініціатор та  мистецький координатор багатьох проектів. З нею співпрацюють професори Львівської Національної музичної академії імені Миколи Лисенка заслужена артистка України Ярослава Матюха, кандидат мистецтвознавства Лідія Ніколаєва, заслужений артист України Мирослав Драган.
Співачка неодноразово співпрацювала  з  багатьма  оркестрами, зокрема, Національним президентським оркестром, відомими диригентами: народними артистами України Ю. Луцівим, Іваном Юзюком та С. Бурком, заслуженими артистами України М. Юсиповичем, Ю. Бервецьким та С. Золотарьовим, Р. іліпчуком, та іншими виконала сопранові партії в творах кантатно-ораторіального жанру.
Чільне місце у її репертуарі займають твори українських  композиторів, широко представлені твори західноукраїнських авторів, які вона невтомно пропагує. Часто включає до своїх програм маловідомі або незаслужено забуті солоспіви, обробки народних пісень. Тривалий час співпрацює з музеями Івана Франка та Соломії Крушельницької у Львові, постійно бере участь у концертах з нагоди ювілеїв видатних діячів української  культури.
Співачка виступає з концертами в різних містах України, з успіхом гастролювала за кордоном — у Швейцарії, Польщі, Чехії, Словаччині, Болгарії. Має записи на Львівському радіо і телебаченні. За цікаві концертні програми та високий рівень виконавської майстерності неодноразово була відзначена подяками.
З 2014 року — викладач кафедри сольного співу Львівської національної музичної академії імені Миколи Лисенка.

## Нагороди
- Дипломи Львівської міськради та Львівської облдержадміністрації за високу виконавську майстерність, популяризацію музичного мистецтва та з нагоди ювілею (2010)
- Грамота Львівської обласної ради з нагоди 30-річчя творчої діяльності (2013)
- Почесна грамота Міністерства культури України та Центрального комітету профспілки працівників культури України (2013)
- Премія імені Станіслава Людкевича (2013)
- Заслужена артистка України (2016)

## Дискографія
- Лети, моя пісне (ретро-альбом; 2006);
- Осінній вальс (солоспіви А.Кос-Анатольського; 2011);
- Галицький солоспів (до 140-ліття від дня народження Соломії Крушельницької; 2012);
- Солоспіви Остапа та Нестора Нижанківських (до 150-ліття та 120-ліття від дня народження; 2013)

## Нотні збірники
- Солоспіви Анатоля Кос-Анатольського (до 100-річчя від дня народження, 1-е видання; 2009);
- Мелодії душі (солоспіви Анатоля Кос-Анатольського, 2-е видання; 2011);
- Вокальні твори Остапа Нижанківського (до 150-річчя від дня народження; 2013);
- Вокальні та інструментальні твори Богдана Дрималика (до 115-річчя від дня народження; 2014).

## Репертуар
Партії з опер:
- Дж. Верді «Травіата» — Віолета;
- Й. Штраус «Кажан» — Розалінда;
- С. Гулак-Артемовський «Запорожець за Дунаєм» — Оксана;
- С. Рахманінов «Алеко» — Земфіра;
- К. Молчанов «А зорі тут тихі» — Соня;
- М. Лисенка «Наталка — Полтавка» — Наталка.

Сопранові партії:
- Дж. Перголезі «Stabat Mater»;
- А. Кальдара «Dies irae»;
- Й. Гайдн «Сім слів Ісуса Христа»;
- Р. Шуман «Requiem»;
- В. А. Моцарт «Requiem»;
- Й. Брамс «Пісні кохання» (ор. 52), «Нові пісні кохання» (ор. 65);
- Р. Шуман «Іспанські пісні про кохання» (op. 138);
- Г. Гофман «Романси кохання» (ор. 42).

Сольні програми:
- «Мова моя солов'їна» (українські народні пісні в обробці: В. Барвінського, М. Вілінського, Д. Задора, М. Колесси, А.Кос — Анатольського, М. Лисенка, З. Лиська, С. Людкевича, Б. Лятошинського, Ф. Надененка, О. Нижанківського, Д. Січинського, М. Скорика, А. Солтиса);
- «Думи мої…» (пісні та романси на слова Т. Шевченка);
- «Чарівний світ оперети» (І. Кальман, Ф. Легар, Ф. Лоу, Ф. Ружицький, Р. Штольц, Й. Штраус);
- «Перлини української опери» (С. Гулак-Артемовський, М. Лисенко, А. Вахнянин, С. Людкевич, Д. Бортнянський, М. Вериківський);
- «Пісні та балади Ф. Ліста»;
- «Камерно-вокальна музика австро-німецьких композиторів» (Й. Брамс, В. А. Моцарт, Ф. Шуберт);
- «Концерт з творів композитоів Іспанії» (І. Альбеніс, Ф. Обрадорс, Х. Туріна, Х. Лакальє, Ф. Лонгас);
- «Нев'янучі шедеври Дж. Верді»;
- «Пісні Ф. Шопена»;
- «Романси та арії В. А. Моцарта»;
- «Вокальна лірика С. Рахманінова»;
- «Романси і оперні арії П. Чайковського»;
- «Славетній Соломії» (присвячена С. Крушельницькій);
- «Верніться, сни мої прекрасні» (з творів Остапа і Нестора Нижанківських);
- «Вокальна Франкіана» (музично-літературна композиція на слова І. Франка);
- Ретро-програма «Лети, моя пісне» (А. Адаманов, Б. Весоловський, С. Гумінілович, Є. Козак, А. Кос-Анатольський, Л. Королевич, І. Чума);
- «Галицькі солоспіви» (романси Д. Січинського, С. Людкевича, В. Барвінського, А. Кос-Анатольського, Остапа та Нестора Нижанківських, З. Лиська, М. Колесси, М. Скорика, О. Козаренка та ін.);
- «Сторінками пісенної творчості А. Кос-Анатольського».